# Мотілал Неру
Мотілал Неру (*मोतीलाल नेहरू, 6 травня 1861 — 6 лютого 1931) — індійський політичний діяч, борець за незалежність.

## Життєпис
Походив з родини кашмірських пандитів. Народився у 1861 році у м. Аґра, вже після смерті батька Гангадхара Неру, останнього голови міської брами Делі. Дитинство провів у м. Кхетрі-Нагар у князівстві Джайпур, де його брат Нандлал Неру обіймав посаду дивані (головного міністра). Мотілал Неру був під опікою свого брата. У 1870 родина Неру повернулася до Аґри, де Нандлал Неру займався правництвом, а згодом до Аллахабада, де розмістився Верховний суд.
Мотілал Неру здобував освіту спочатку в Канпурі, а потім в Аллахабаді. В Канпурі склав іспит на атестат зрілості. В Аллахабаді навчався в Центральному коледжі М'юїрі (майбутньому Аллахабадському університеті). Але не отримав ступінь бакалавра, пропустивши один рік. Натомість поступив до Кембріджського університету, де у 1883 році здобув ступінь бакалавра права.
Того ж року повертається до Індії, де працює правником в Канпурі. У 1886 році переїздить до Аллахабада. Поступово Мотілал Неру стає одним з шанованих адвокатів Аллахабада. У 1888 році приєднується до Індійського національного конгресу. Тут він спочатку виступав за самоврядування у рамках Британської імперії.
У 1900 році він зміг придбати величезний маєток, куди перебралася його родина, а також діти померлого брата Нандлала. У 1909 році стає членом таємної ради Великої Британії. Проте внаслідок того, що перетнув Інд, переїздивши в Європу у справах Ради, Мотілал Неру втратив статус належності до касти брахманів. Тому вимушений був провести відповідні обряди, щоб повернутися до своєї касти. У 1909 році очолює раду директорів впливової газети «Лідер».
Поступово під впливом Махатми Ганді Мотілал Неру дедалі більше переходить на позиції борця за незалежність Індії. У 1919 році після розстрілу мирної демонстрації в Амрітсарі він спробував виїхати до міста, щоб захищати постраждалих, проте британська влада заборонила Неру їхати до Пенджабу. Після цього він остаточно перейшов на бік борців за повну незалежність. Мотілал Неру приєднався до руху неспівпраці з колоніальною владу. У зв'язку з цим відмовився від правницької практики, а також спалив західну одежу, меблі та речі на знак протесту проти гноблення Індії британцями.
У 1919 році на засіданні в Амрітсарі обирається президентом Індійського національного конгресу (ІНК). Того ж року починає видавати нову щоденну газету «Незалежність». Внаслідок конфліктів всередині ІНК Мотілал у вересні 1920 року на засіданні в Калькуті йде з посади голови ІНК. У 1921 році його заарештовують. Втім через декілька місяців отримує свободу.
У 1922 році вступив у конфлікт з М. Ганді з приводу тактики боротьби за незалежність. Мотілал виступав за більшу поміркованість. Незабаром М. Неру обирається членом Законодавчих зборів Об'єднаних провінцій Аґра і Ауд. У 1923 році обирається до Центральних законодавчих зборів, що засідали в Делі. Тут стає одним з лідерів опозиції британському урядові.
У 1926 році Мотілал Неру виступив за розробку закону щодо надання Індії статусу домініону, проте не дістав підтримки зборів. Тому він зрікся депутатства й повернувся до Індійського національного конгресу. У грудня 1928 року його вдруге обирають президентом ІНК (на засіданні в Калькутті). Проте вже у 1929 році передає свої повноваження синові Джавахарлалу.
Після цього внаслідок хвороби майже усувається від політичних справ. Помер 6 лютого 1931 року у своєму маєтку в Аллахабаді.

## Родина
Дружина — Сваруп Рані (1863—1954).
Діти:
- Джавахарлал (1889—1964), 1-й прем'єр-міністр незалежної Індії
- Сарун (Віджаялакшмі) (1900—1990), 1-й посол Республіки Індія в СССР
- Крішна (1907—1967), письменниця